# 2012年ロンドンオリンピックのキプロス選手団
2012年ロンドンオリンピックのキプロス選手団（2012ねんロンドンオリンピックのキプロスせんしゅだん）は、2012年7月27日から8月12日にかけてイギリスの首都ロンドンで開催された2012年ロンドンオリンピックのキプロス選手団、およびその競技結果。

## 概要
今大会は銀メダル1個、合計1個のメダルを獲得した。
セーリング男子レーザー級でパブロス・コンティデスが銀メダルを獲得、キプロスにオリンピック初めてのメダルをもたらした。

## 選手団
- 人員: 選手 13人
- 開会式旗手: マルコス・バグダティス

## メダル
| メダル | 選手名                 | 競技       | 種目           | 日付（現地） |
| ------ | ---------------------- | ---------- | -------------- | ------------ |
| 銀     | パブロス・コンティデス | セーリング | 男子レーザー級 | 8月6日       |

## 種目別選手・スタッフ名簿及び成績

### 陸上競技
- キリアコス・イオアヌ（男子走り高跳び）2.20m 決勝
- アポストロス・パレリス（男子円盤投げ）63.48m 予選敗退
- Konstantinos Stathelakos（男子ハンマー投げ）69.65m 予選敗退
- エレニ・アルティマタ（女子200m）22秒92 準決勝敗退

### 自転車
- Marios Athanasiadis（男子マウンテンバイク）1時間43分25秒

### 新体操
- フリスタレニ・トリコミティ（女子個人総合）104.675 予選敗退

### セーリング
- アンドレアス・カリオロウ（男子RS:X級）
- パブロス・コンティデス（男子レーザー級）銀メダル獲得

### 射撃
- ゲオルギオス・アキレオス（男子クレー・スキート）予選敗退
- Antonakis Andreou（男子クレー・スキート）予選敗退
- Panayiota Andreou（女子クレー・スキート）予選敗退

### 競泳
- Anna Stylianou（女子200m自由形）2分1秒87 予選敗退

### テニス
- マルコス・バグダティス（男子シングルス）第3回戦敗退